# Hectopsylla eskeyi
Hectopsylla eskeyi är en loppart som beskrevs av Jordan 1933. Hectopsylla eskeyi ingår i släktet Hectopsylla och familjen Tungidae. Inga underarter finns listade i Catalogue of Life.